# Paxite
La paxite è un minerale.